# Orazio (Schiff)
Die Orazio war ein 1927 in Dienst gestellter Ozeandampfer der italienischen Reederei Società Italia Flotte Reuniti, der am 21. Januar 1940 bei Toulon nach einer Explosion ausbrannte und sank. Dabei kamen 106 Passagiere ums Leben.

## Das Schiff
Das 11.669 BRT große Motorschiff Orazio entstand 1927 bei der Werft Cantieri ed Officine Meridionali in Baia, einem Ortsteil der italienischen Hafenstadt Bacoli. Das Schiff wurde für die 1835 gegründete Navigazione Generale Italiana gebaut, die eine der größten Reedereien Italiens war. Sie hatte ein Schwesterschiff, die Virgilio (Bj. 1928, 11.718 BRT).
Sie war 154,23 Meter lang und 18,86 Meter breit und wurde von zwei Dieselmotoren von Stabilimento Tecnico Triestino angetrieben, die 6600 bhp (Brake Horsepower) leisteten. Die durchschnittliche Reisegeschwindigkeit lag bei 14 Knoten. Die Orazio hatte einen Schornstein, zwei Masten und zwei Propeller. An Bord war Platz für 110 Passagiere der Ersten, 190 der Zweiten und 340 der Dritten Klasse. Die Mannschaft bestand aus 200 Personen.
1932 wurde die Navigazione Generale Italiana mit den Reedereien Lloyd Sabaudo und Cosulich Societa Triestina di Navigazione (Cosulich Line) zusammengelegt, um die staatlich kontrollierte Società Italia Flotte Reuniti zu gründen. Die Orazio wurde fortan im Passagier- und Frachtverkehr von Genua zur Westküste Südamerikas eingesetzt.
Am 21. Januar 1940 wurde das Schiff, das einem noch neutralen Staat angehörte, auf dem Weg von Genua nach Barcelona vor Toulon von der französischen Marine gestoppt und durchsucht. An Bord der Orazio befanden sich 645 Menschen. Unter den Passagieren waren viele Juden, die vor dem Nationalsozialismus aus Europa flohen. Die Franzosen nahmen einige deutsche Staatsbürger von Bord. Nach einer vierstündigen Verzögerung konnte die Orazio bei rauer See und einem stärker werdenden Mistral ihre Fahrt fortsetzen.
Um 05.12 Uhr ereignete sich eine Explosion im Kurbelgehäuse des Backbord-Dieselmotors, wodurch sich Dieselkraftstoff aus den geborstenen Leitungen entzündete. Ein daraus resultierender Brand breitete sich sehr schnell auf dem Schiff aus. Obwohl schnell Hilfe vor Ort war, kamen 106 Menschen in dem Feuer ums Leben. Die Orazio sank in der Nacht vom 21. auf den 22. Januar 40 Seemeilen südwestlich von Toulon. Die Überlebenden wurden von den italienischen Passagierlinern Colombo, Cellina und Conte Biancamano, dem französischen Zerstörer Kersaint und einer Reihe anderer Schiffe aufgenommen.
Fotos vom Brand der Orazio von Annemarie Schwarzenbach: 

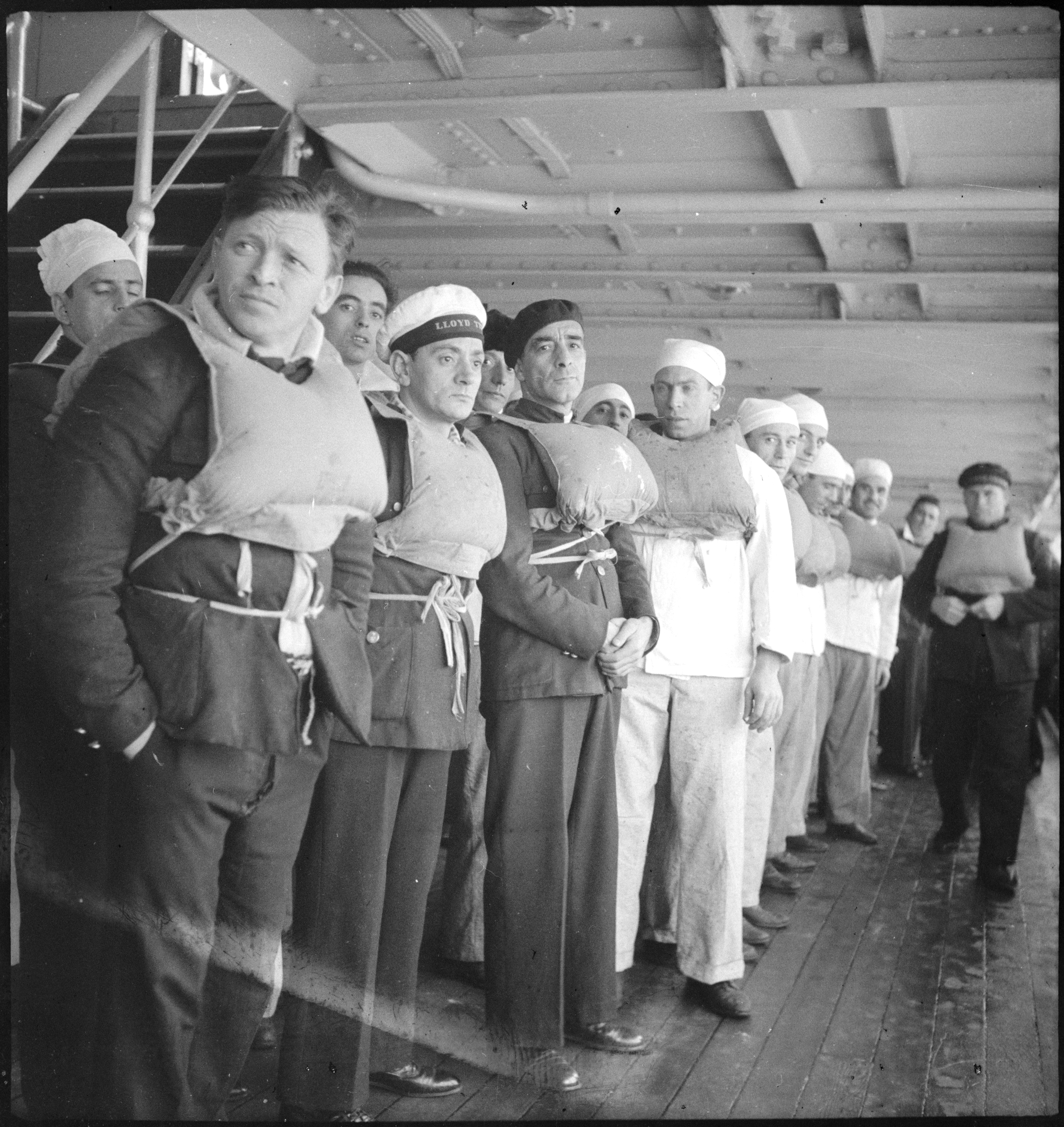
Matrosen mit Schwimmwesten an Deck der Conte Biancamano
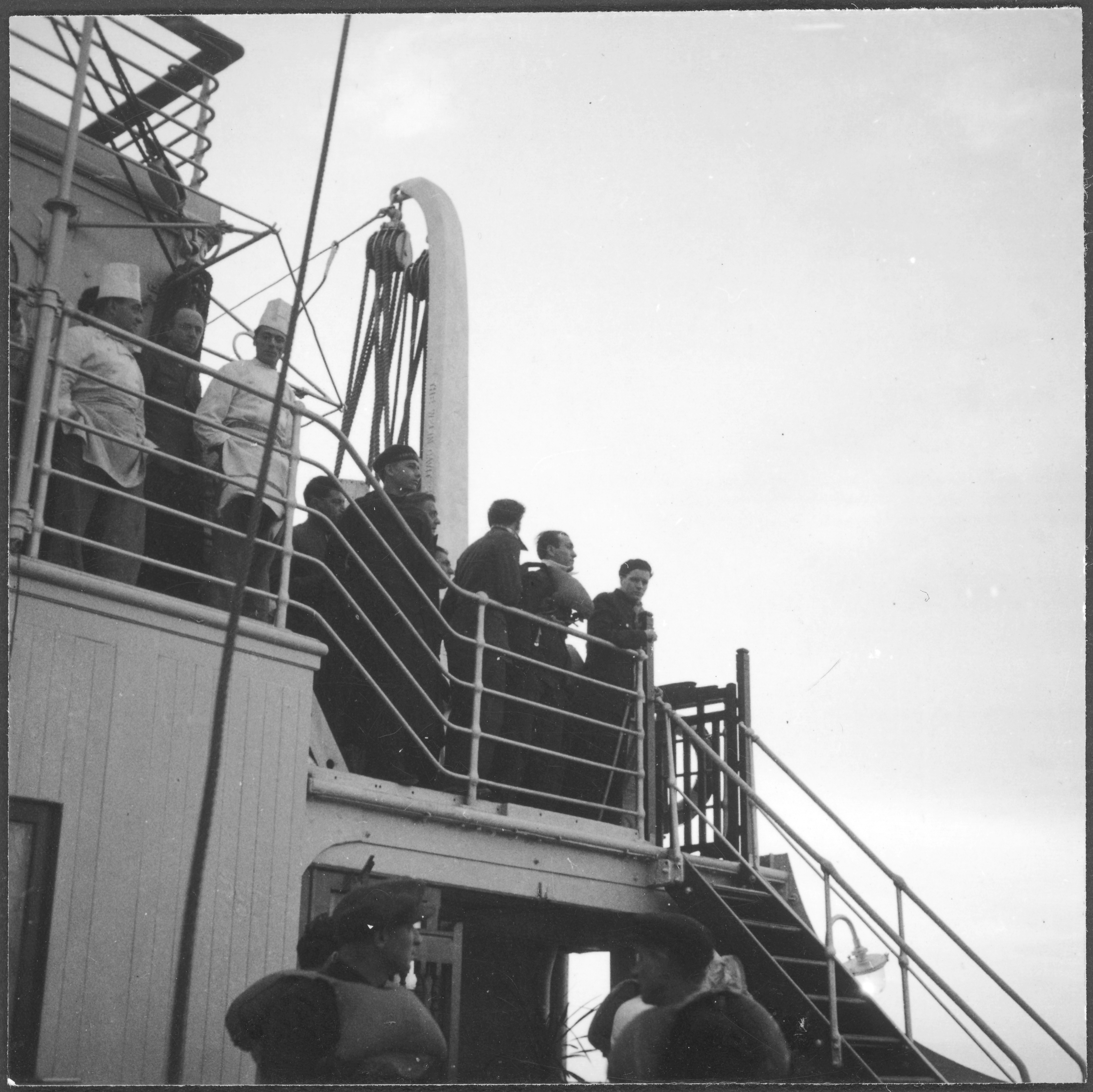
Ein Teil der Mannschaft auf der Brücke
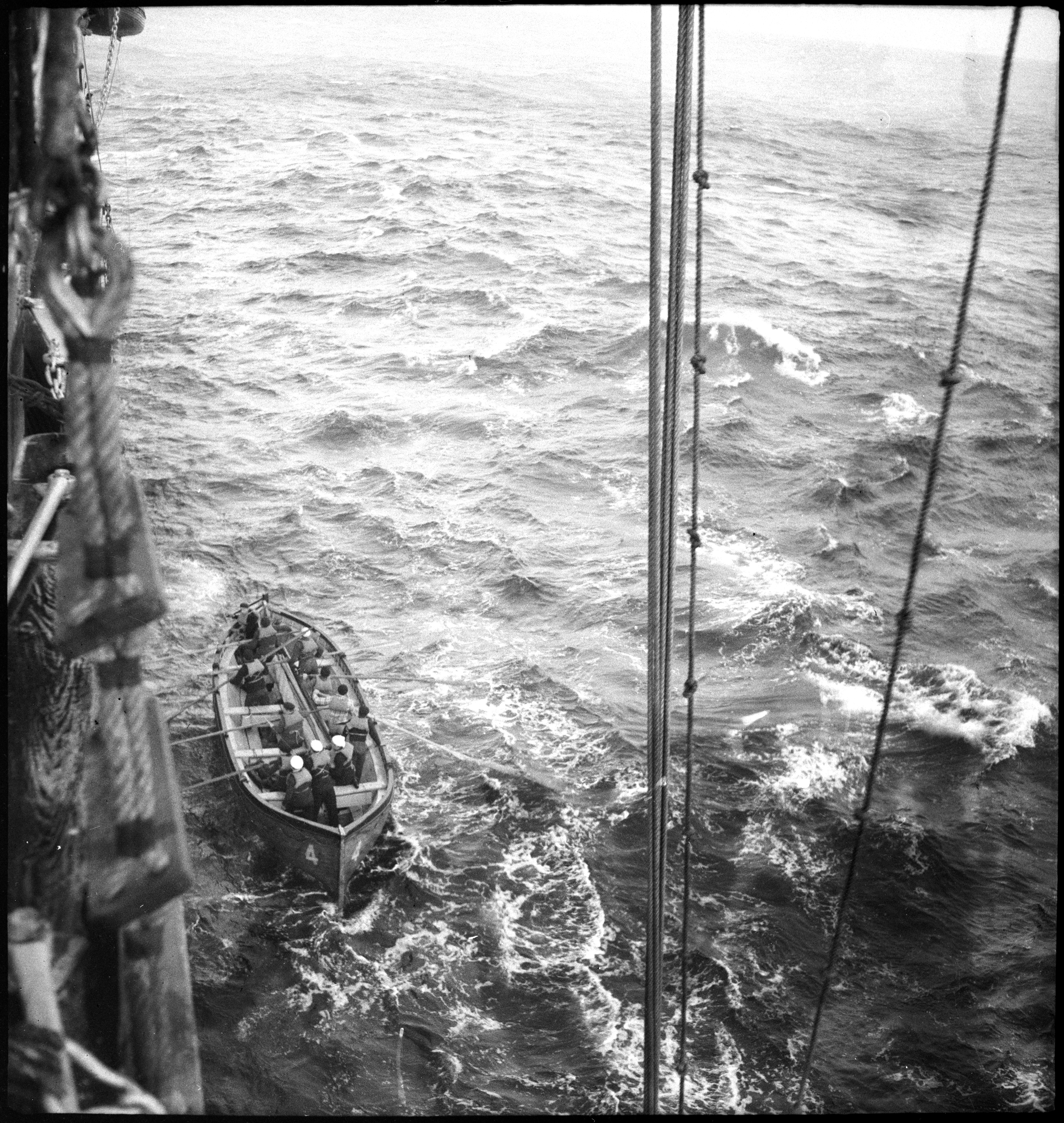
Matrosen in einem Beiboot neben der Conte Biancamano
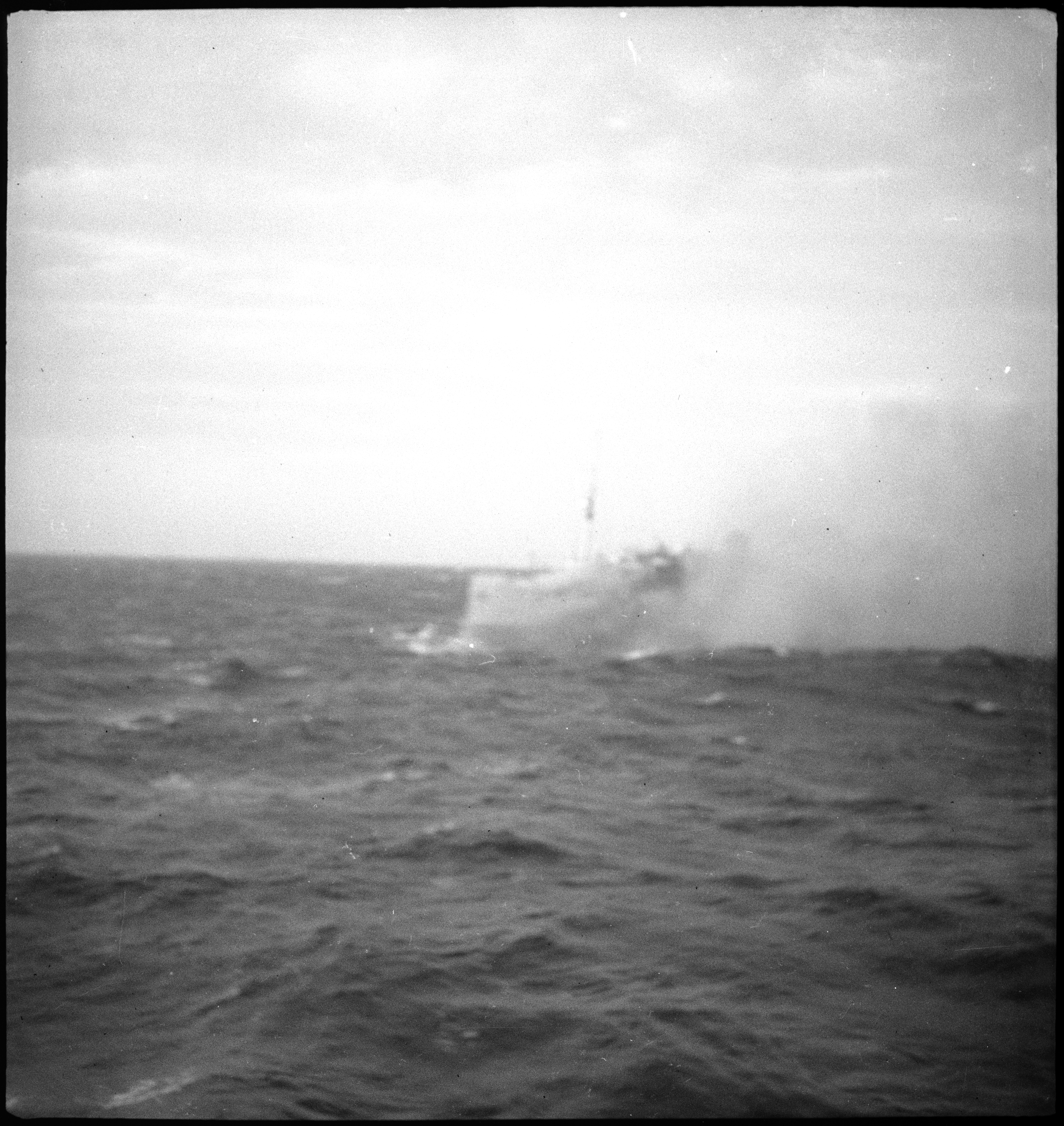
Das brennende Wrack